# ヴァルメト トゥーリ
ヴァルメト トゥーリ
ヴァルメト トゥーリIII（1957年）
- 用途：練習機
- 製造者：ヴァルメト
- 初飛行：1951年9月26日
- 生産数：3機（I、II、III 各1機）

ヴァルメト トゥーリ（Valmet Tuuli）は、フィンランドの国営航空機工廠（VL）でフィンランド空軍向けに開発された練習機である。本機は異なる3つの型が各1機ずつ製作され、最終型のトゥーリ IIIは根本から再設計されて基本的に全く新規の機体となった。

## 歴史

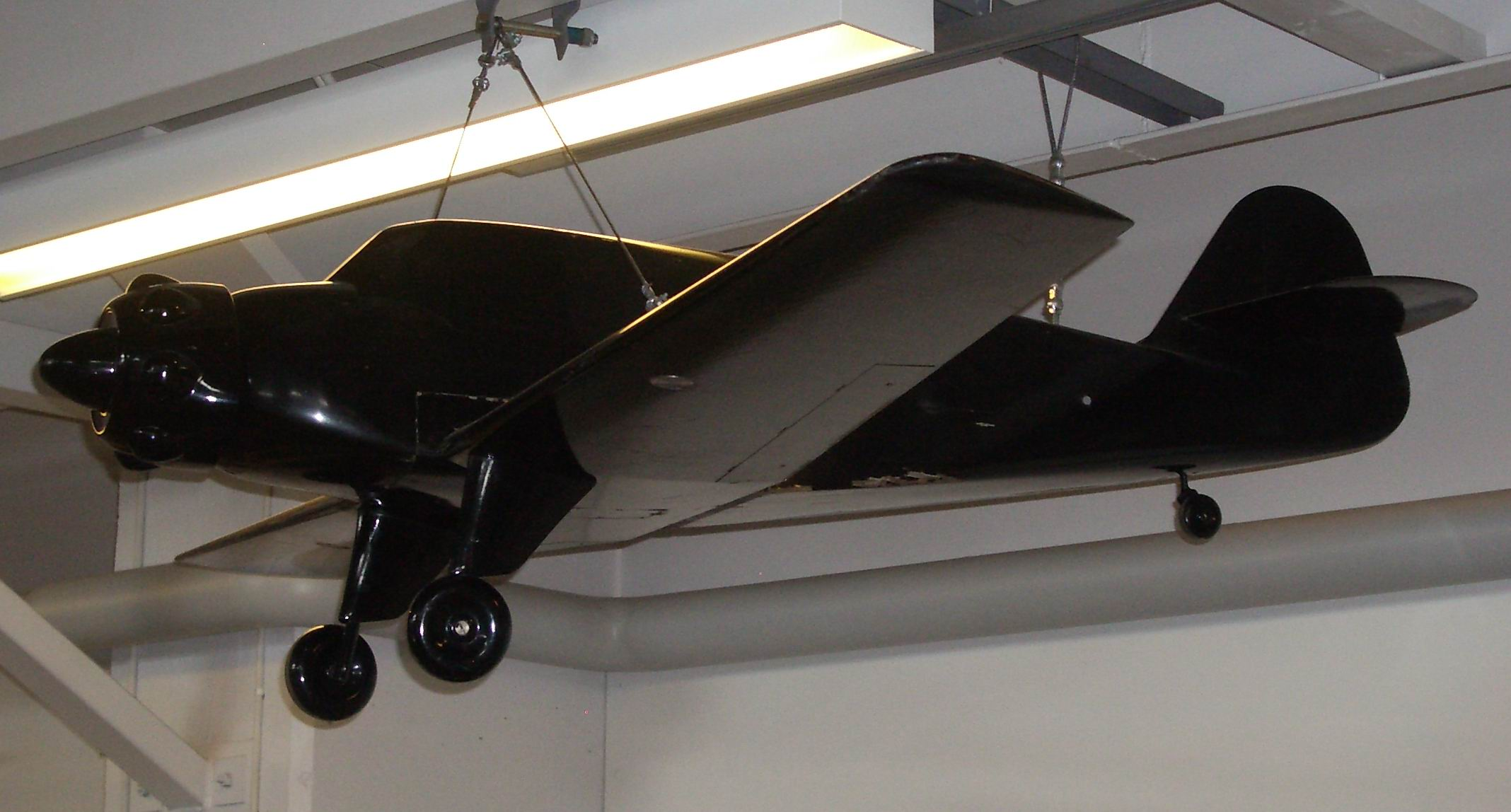
トゥーリの風洞モデル

低翼単葉の複座練習機である本機の設計作業は、主任設計技師Martti Vainioの指導のもとで1941年2月に開始された。フィンランド空軍は試作機の「トゥーリ I」を1942年8月に発注したが、航空機の製造事業者は全精力を第一線機の修理に傾注することを強いられたためにこの機体の設計と製作作業が終了したのは1944年の春であった。結局、トゥーリ Iは飛行するまでは至らなかった。
1944年にVLはヴァルメト社（Valmet：Valtion metallitehtaita）の一部となり、この試作機は同社の最初の航空機となった。ヴァルメト社は、当時ソ連への戦争賠償事業に傾注していた兵器産業から生産的で利益率の良い産業への転換を望んでいた。火砲工場は製紙機械工場等へ衣替えして行き、航空機工場の指導的立場にあった人物はヘルシンキ工科大学の教授やVTTの幹部へと転出して行った。この段階でフィンランドにおける航空機設計は熱が冷め、その技術力は力を失うこととなった。
「トゥーリ II」試作機の設計はトロルフ・エクルンド指導のもと1945年9月に始まった。この試作機は1948年秋には完成したが、その後の数年間開発作業は中断された。空軍はこの試作機に資金を拠出し、要求に満たした場合には発注することを約束した。要求は変更されて今度の機体は並列複座となっていた。トゥーリ IIは1951年9月26日に初飛行を行った。その低い翼面加重により旋回運動性は悪く、これは軍用機という観点では重大な欠点であった。この機体は1951年10月26日にリベット留め作業漏れに起因する操縦桿の破損による事故により破壊された。
フィンランド空軍が新型練習機の要求仕様を発表したのを受けて3番目の試作機「トゥーリ III」が1957年から1959年にかけて設計されたが、遥かに安価なスウェーデンのサーブ 91 サフィールとの競争試作に敗れた。トゥーリ IIIは、1970年代にヴァルメト L-70 ヴィンカが出現するまでフィンランドで設計された最後の軍用機であった。

## 派生型
- ヴァルメト トゥーリ I - 試作練習機、1機製造。飛行せず
- ヴァルメト トゥーリ II - 試作練習機（1951年）、1機製造。
- ヴァルメト トゥーリ III - 試作練習機（1957-1959年）、1機製造。

## 運用
フィンランド
- フィンランド空軍

## 要目
（ヴァルメト トゥーリ II）
- 乗員：2名
- 全長：7.86 m (25 ft 9 in)
- 全幅：10.5 m (34 ft 5 in)
- 全高：2.2 m (7 ft 3 in)
- 最大離陸重量：1,050 kg (2,315 lb)
- エンジン：1 × ジーメンス＝ハルスケ Sh 14 7気筒 空冷 星型エンジン、112 kW (150 hp)
- 最大速度：190 km/h (103 knots, 118 mph)